# Класифікація картону
Для виробництва пакувальної продукції широко використовується картон і папір. За даними всесвітньої пакувальної організації (WPO), у 2000 р. на частку упакування з картону і гофрокартону приходилося 37% від загального обсягу пакувальних матеріалів.
За даними оглядів по ринку упакування в Україні, за 2005 рік було виготовлено 269,5 тис. тон коробок, ящиків і коробів з гофрованого картону і паперу, що на 21% більше від попереднього періоду. Ящики для масла-моноліту в структурі ринку даного виду упакування з гофрокартону становить близько 48%, ящики для маргарину-моноліту — 29%, ящики для заморожених морепродуктів і м'яса — 23%. 
Рубіжанский КТК збільшив її випуск на 5% — до 101 тис. т (чи 37,5% галузевого випуску), Жидачівский ЦПК — 10,1%, Київський КПК — 9,9%. 

В середньому по Україні збільшувалося виробництво сировини для виготовлення гофрокартону — 17,7%. Рубіжанский КТК збільшив обсяги виробництва на 36% у сумарному випуску.

Частки в імпорті склали: коробки — 63%, чи 7,8 тис. т (для порівняння, у попередньому році — 67%), ящики −13%, чи 1,5 тис. т (у попередньому році — 14%), напівфабрикати — 24%, чи 2,8 тис. т (у попередньому році — 18%).

Тобто, зростає вітчизняне поліграфічне виробництво, де в сфері високоякісних складаних коробок широко застосовується імпортний картон.

## Сфери застосування картону
Згідно з нормою DIN 6730, для вибору виду картону для виготовлення упакування слід підібрати необхідний артикул, який відповідає попереднім вимогам до друку, позолоти, висікання каширування та інших процесів. На ринку знаходиться багато різних різновидів картону, кожен із яких має власну конструкцію і відповідну номенклатурну назву.
Так, як Україна є інтенсивним імпортером картону, виникає необхідність знання класифікації, зокрема німецької чи англійської для розуміння різновидів та їх, властивостей.
Макулатурні картони крейдовані або кашировані крейдованим папером використовують у загальній упаковці харчових і нехарчових продуктів, коробки під штучний товар, подарункової упакування (коньяк, лікери).
Макулатурні картони з бар"єрними властивостями — для упакування пральних порошків, кормів, інших агресивних і гігроскопічних речовин.
Картони на основі деревинної маси — це загальне упакування харчових і нехарчових продуктів, парфумерії, фармацевтики, CD, DVD, електронної апаратури і т. д.

Пакувальний картон FBB з бар"єрними властивостями — упакування вологих, заморожених і жирних продуктів, гігроскопічних сипучих речовин, продуктів «із морозильної камери в мікрохвильову піч», мило.
Geschtrichener Chromokarton (нім; GC 1, GC2) — багатошаровий пакувальний картон з 100% первинних волокон. Шари містять механічну та хімічну целюлозу. Звичайно, має крейдоване покриття лиця. Використовують для високоякісної упакування парфумерії та дорогих харчових продуктів, де важливе значення має білизна як лицевої, так і зворотної сторони.

Geschtrichener Duplex (нім; GD1, GD2) — багатошаровий пакувальний картон з 100% вторинних волокон. Покриття лицевої сторони не містить деревинної маси або з незначним умістом. Цей картон знаходить застосування в економічних упакуваннях. Також, напівфабрикати з нього використовують для каширування гофрокартону.

## Класифікація картонів
Згідно з класифікацією Союзу виробників складних коробок Німеччини картони позначаються такими первинними символами:
- Картон крейдований з високим блиском GG
- Картон крейдований G
- Картон некрейдований U
- Картон целюлозний/ картон типу хромерзац (односторонній) Z
- Основа картону типу хромерзац C
- Картон типу триплекс T
- Картон типу дуплекс D

За допомогою вищевказаних символів описують основні марки картону та підрозділяють їх на класи.
Англійська абревіатура останнім часом також дуже важлива, у зв'язку з надходженням картону азіатського та американського походження. Їх називають від перших букв англійської назви картону.
- Coated Kraft Back Board (CKB) крейдований крафт-картон. Складається з хімічно відбіленої целюлози або з пігментованого покриття і середнього шару з невідбіленої механічної целюлози.
- Coreboard — картон для гільз. Макулатурний без покриття, використовується для виготовлення гільз паперових ролей і подібної продукції.
- Corrugated Board — гофрований картон.
- Cup Stock — картон для одноразової упаковки. Картон FBB і SBS (див. далі) використовується для виготовлення харчових контейнерів. Для надання вологостійкості й жорсткості наноситися пластикове покриття.
- Greyboard, Chipboard — пакувальний картон без покриття. На 100% складається з вторинних волокон.
- Linerboard — лайнер. Зовнішній картонний шар в гофрокартоні.
- Liquid Packaging Board (LPB) — картон для упакування рідин. Як основа використовується картон із захистними синтетичними покриттями.
- Plastic Coated Laminated Board — ламіновані матеріали. Папір і картон з покриттям із чи пластику інших видів паперу та картону.
- Solid Bleached Sulphate (SBS) Board (SBB) — картон із відбіленої хімічної целюлози. Складається з одного чи декількох шарів, які містять не менше 80% хімічної целюлози; частіше всього з крейдованим покриттям.
- Solid Unbleached Sulphate Board (SUS) — картон з невідбіленої хімічної целюлози.
- White Lined Chipboard (WLC) — макулатурний крейдований картон. Містить незначну частку вторинних волокон. Лицева сторона може мати крейдоване покриття.
- Folding Boxboard (FBB) пакувальний картон без покриття (хромерзац). Часто використовується з картонами з первинних волокон.

## Категорії картонів
- SBB (переважно з хімічної целюлози).
- GGZ — картон целюлозний литого крейдування, верх середина та зворотна сторона — бездеревинні;
- GZ — крейдований целюлозний, верх середина та зворотна сторона — бездеревинні;
- UZ — некрейдований (без покриття).
- FBB (із первинних волокон різних видів).
- GG1 — литого крейдування з біленим зворотом. Верх і зворот не містять деревинної маси. Середина світла.

GG2 — литого крейдування з «проклейкою звороту». Верх і зворот не містить деревинної маси. Середина та зворот — світлі.

GC1 — крейдований типу хромовий з біленим зворотом. Верх та зворотний бік бездеревинні білі. Середина світла.

GC2 — крейдований типу хромовий з «проклейкою» звороту. Верх бездеревинний білий. Середина та зворіт світла.

GC3 — крейдований типу хромовий з «проклейкою» звороту. Верх бездеревинний білий. Середина та зворіт світла. Підвищеної пухлості;

UC1 — основа картону хромерзац, некрейдований з біленим верхи та зворотом. Середина світла. Застосовується виключно як основа картону GC1.

UC2 — основа картону хромерзац, некрейдований з біленим верхи. Середина та зворот світлі.

WLC (макулатурний)

GT — крейдований з лиця та звороту типу триплекс.

GD1 — крейдований картон типу дуплекс, підвищеної пухлості 1.45 см³/г. Верх чистоцелюлозний. Середина та зворіт небілені.

GD2- крейдований картон типу дуплекс, з пухлістю 1.4 см³/г. Верх чистоцелюлозний або з незначним умістом деревинної маси. Середина та зворіт небілені.

GD3- крейдований картон типу дуплекс, пониженою пухлістю 1.3 см³/г. Верх чистоцелюлозний або з незначним умістом деревинної маси. Середина та зворіт небілені.

UT1 — Картон типу триплекс, некрейдований з «проклейкою», підвищеної пухлості. Верх з незначним умістом деревинної маси, середина сіра, зворіт світлий;

UT2 — Картон типу триплекс некрейдований з «проклейкою». Верх з незначним умістом деревинної маси, середина сіра, зворіт світлий ;

UD1 — Картон типу дуплекс. Середина та зворот сірий, лицевий шар некрейдований — із біленої хімічної деревинної маси. Середина та зворіт сірі;

UD2 — некрейдований, лицевий куля переважно з біленої хімічної деревинної маси Середина та зворот сірі;

UD3 — некрейдований, із добавленням механічної деревинної маси. Середина та зворот сірі.

Строгої класифікації таропакувальних картонів у Росії дотепер не вироблено. Картон для виготовлення споживчої тари підрозділяють на хромовий, хром-ерзац і коробковий. На практиці ці терміни найчастіше змішуються через відсутність чіткого розподілу.
Як приклад приведемо марки хромерзац відповідно до ГОСТ 7933-75 «Картон коробковий» (табл. 1).

Таблиця 1. Класифікація картону хром-ерзац для виготовлення споживчої тари.
| Марка картону                                                                                     | Застосування                                                                               |
| ------------------------------------------------------------------------------------------------- | ------------------------------------------------------------------------------------------ |
| М — крейдований по покривному шарі з біленої целюлози МНО — крейдований по невибіленій основі     | З багатоколірним друком офсетним і високим способами                                       |
| НМ — некрейдований з покривним шаром з біленої целюлози, А — з покривним шаром з біленої целюлози | З одно- і багатоколірним друком офсетним способом                                          |
| Б — з покривним шаром з невибіленої целюлози, В — з ненормованим складом по волокну               | Для виготовлення загального упакування в тому числі без друку.                             |
| Г — з макулатури й інших волокнистих напівфабрикатів                                              | Для виготовлення картонних навивних барабанів, склеєного картону і картону для промислових |

Будь-який картон для продукції упаковань мусить задовільняти такі вимоги:
- повинен мати добрі друкарські властивості;
- забезпечувати витривалість до усієї подальшої обробки;
- мати достатню витривалість при виготовленні та експлуатації;
- мати відповідні оптичні характеристики, які б незначно спотворювали ненесене шляхом друку зображення;
- бути сенсорно нейтральним.

Знаючи будову картону, вже за основними паспортними даними можна підібрати той чи інший вид для конкретної продукції. І, що дуже важливо, знаючи повний асортимент існуючих картонів, можна значно економити кошти на конкретний виріб, підібравши вид картону з необхідними параметрами верхньої сторони, та більш дешевим низом.

## Виноски
1. ↑  Архівована копія. Архів оригіналу за 25 Березня 2012. Процитовано 17 Березня 2010.{{cite web}}:  Обслуговування CS1: Сторінки з текстом «archived copy» як значення параметру title (посилання)
2. ↑  Архівована копія. Архів оригіналу за 6 Січня 2011. Процитовано 17 Березня 2010.{{cite web}}:  Обслуговування CS1: Сторінки з текстом «archived copy» як значення параметру title (посилання)
3. ↑  Архівована копія (PDF). Архів оригіналу (PDF) за 8 Квітня 2012. Процитовано 17 Березня 2010.{{cite web}}:  Обслуговування CS1: Сторінки з текстом «archived copy» як значення параметру title (посилання)